# Malta (refresco)

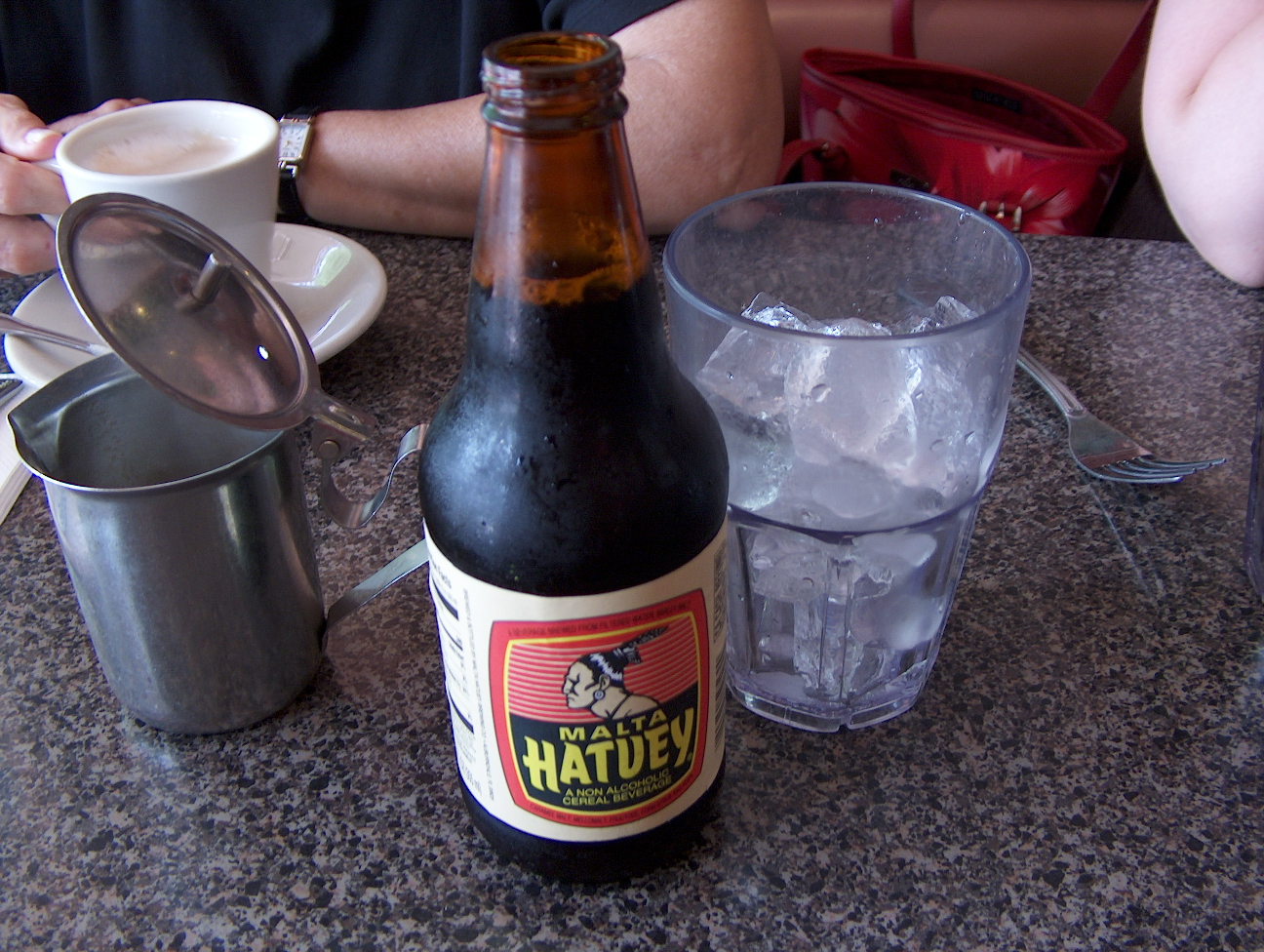
Botella de refresco de malta.

La malta es un tipo de bebida gaseosa. Es una bebida de malta carbonatada, es decir, se prepara a partir de cebada, lúpulo y agua como la cerveza; también puede llevar maíz y color caramelo. Sin embargo, la malta no contiene alcohol y se consume de la misma forma que la gaseosa o la cola en su forma original carbonatada y, hasta cierto punto, como té helado en forma no carbonatada.
En otras palabras, la malta es una cerveza que no ha sido fermentada. Es similar en color al stout (marrón oscuro) pero es muy dulce, y generalmente se dice que sabe a melaza. A diferencia de la cerveza, a menudo se añade hielo a la malta cuando se consume. En países como Colombia y Venezuela[cita requerida], es común la mezcla de la bebida con leche condensada, canela, leche evaporada o leche líquida, en cuyo caso la hacen llamar "leche malteada" (no confundir con malteada).
La malta es una bebida cuya producción se concentra en el Caribe, donde también se encuentra su principal base de consumidores. Además de las islas caribeñas, la malta es muy popular en algunos países costeros de la región, donde se ha convertido en una bebida tradicional desde hace muchas décadas, como Panamá, Colombia y Venezuela; estos dos últimos países son de los mayores consumidores de malta en América, donde la bebida se consume diariamente, especialmente Pony Malta y Maltín Polar, respectivamente.
La malta se prepara en todo el mundo y es popular en varias regiones de África, como Nigeria, Chad, Ghana y Camerún, así como en áreas del océano Índico. También tiene cierta aceptación en algunas partes de Europa, especialmente en Alemania, aunque no es una bebida común. La mayor parte de la malta se utiliza para la producción de cerveza, más que como bebida diaria.

## Historia
La malta es conocida en Alemania como Malzbier ("cerveza de malta"), bebida maltosa oscura, cuya fermentación se interrumpe aproximadamente a 2% ABV, dejando gran cantidad de azúcares residuales en la cerveza acabada. En los años 1950, Malzbier era considerada un alimento fortificante para madres que amamantaban, pacientes en recuperación, ancianos, etcétera.
La Malzbier en su forma original fue sustituida en los años 1960 por su forma moderna, fórmula de agua, glucosa jarabe, extracto de malta y extracto de melaza, que había estado en el mercado desde la segunda mitad del siglo XIX, sobre todo en Dinamarca.
Dichas bebidas formuladas se denominan Vitamalz de acuerdo con la ley alemana, ya que no son fermentadas. Sin embargo, en el uso coloquial, la Malzbier ha permanecido junto a otros sobrenombres como Kinderbier ("cerveza de niños").
Aún puede conseguirse la Malzbier original en Alemania, sobre todo en Colonia, donde los grifos de las cervecerías Malzmühle y Sion la venden junto a su tradicional Kölsch. Muchas cervecerías alemanas tienen la malta en su oferta, a veces producidas bajo licencia (por ejemplo, Vitamalz).

### Características
La malta a veces se denomina "cola de champaña" por algunas marcas. Sin embargo, hay otro tipo de bebida con este nombre, que tiene un sabor y una consistencia más similar a la soda de crema. A pesar de esta denominación comercial, ninguna de las dos es champaña o cola.
Debido a su color distintivo, la malta a veces se conoce como "cerveza negra" (no confundir con las cervezas tipo Schwarzbier o Stout, que contienen alcohol), aunque en Chile la malta es una cerveza fermentada con alcohol, como por ejemplo son las maltas Morenita y del Sur. Es por ello que en este último país a la versión sin alcohol se le denomina malta caribeña para evitar confusión.
La malta es rica en vitamina B. Algunas cervecerías, como Albani Brewery, de Dinamarca, fortifican sus maltas con complejo de vitamina B. La Albani Brewery sostiene en su sitio web que fue la primera cervecería en crear bebidas de malta sin alcohol en 1859.
La malta se encuentra fácilmente en América Latina. Es más difícil de conseguir en Estados Unidos, México y Canadá.
Es bueno destacar que la malta, por estar hecha a base de cebada, contiene gluten, lo cual la convierte en una bebida no apta para celíacos o personas con sensibilidad al gluten no celíaca.

## Marcas de malta en el mundo
- Malta 58 ccs (Argentina)
- Vita Malz, Karamalz  (Alemania)
- Maltín (Bolivia)

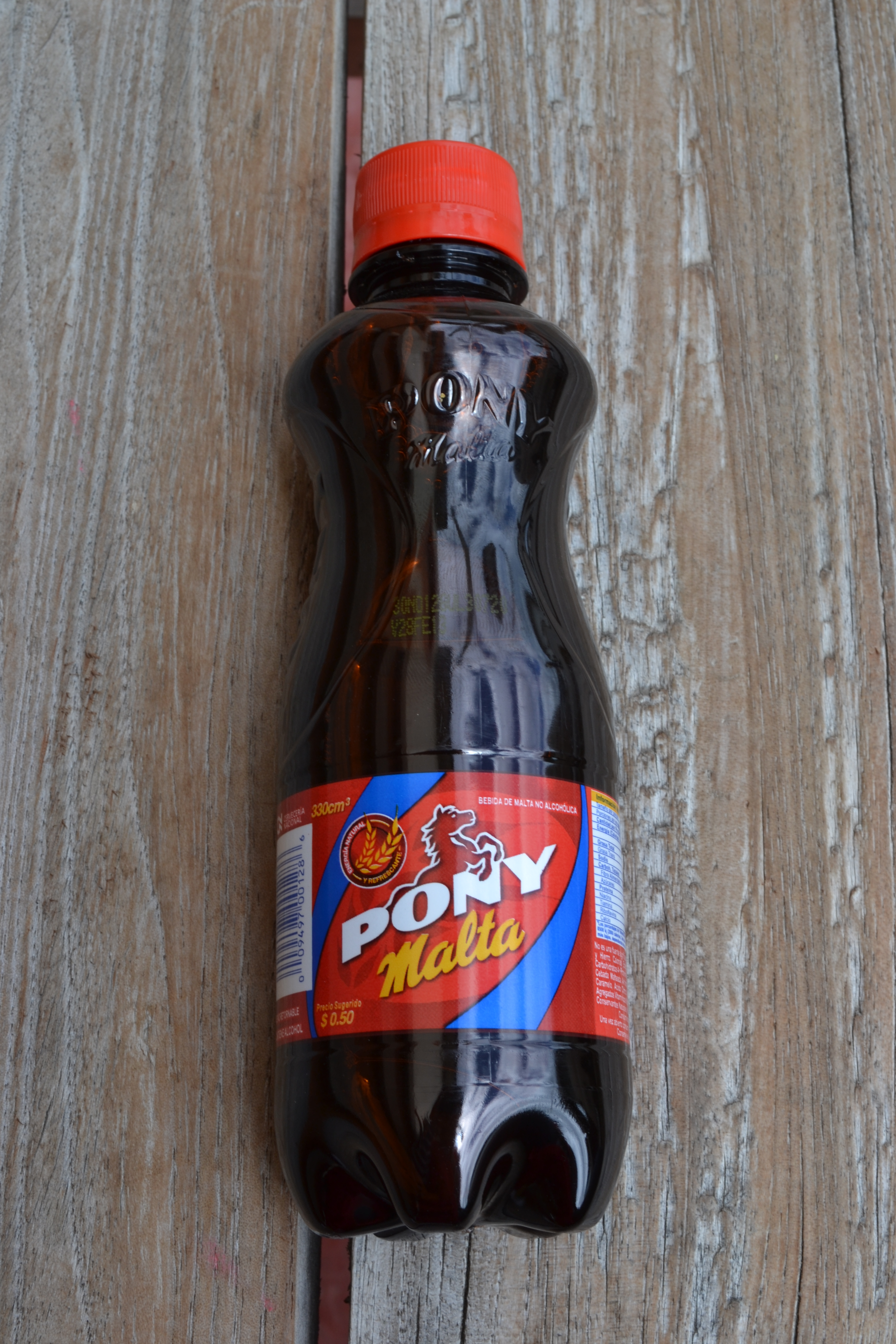
Pony Malta (Colombia).

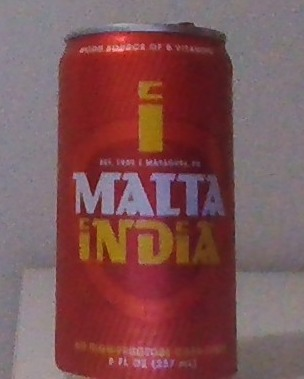
Malta India (Puerto Rico).

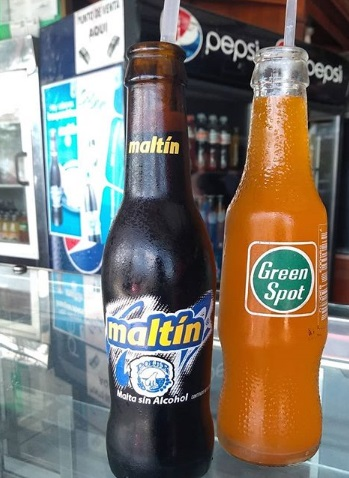
Maltín Polar (Venezuela).

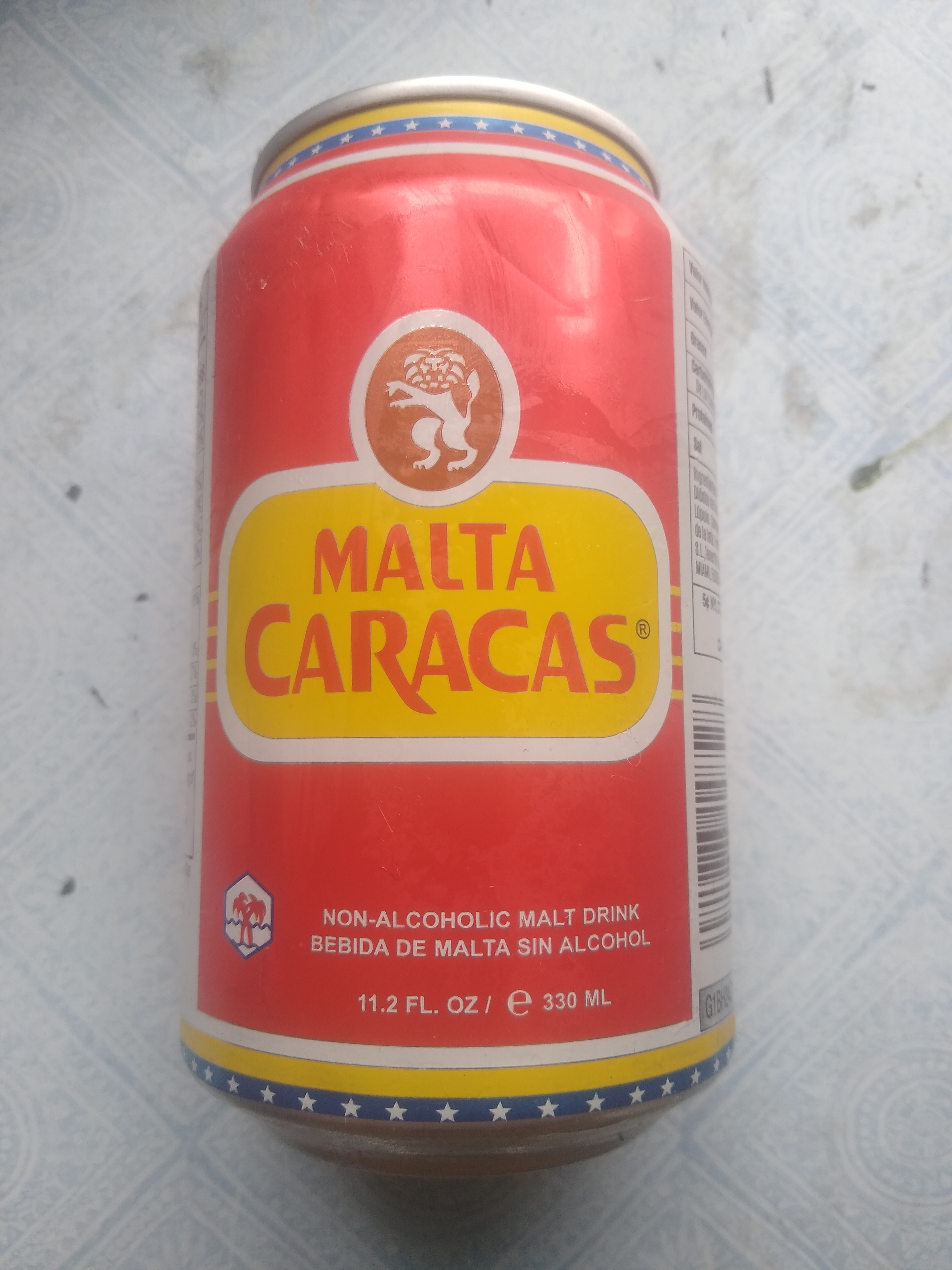
Malta Caracas (Venezuela).

- Bicervecina El Inca (Bolivia, con alcohol)
- Malta Créole (Canadá y Estados Unidos)
- Malta Guinness (Camerún, Nigeria, Ghana, Etiopía, Mauricio, Benin, Burkina Faso, Costa de Marfil, Liberia, Gabón y Togo)[4]
- Malta Morenita (Chile, cerveza tipo Schwarzbier)
- Pony Malta (Colombia)[5]
- Natu Malta (Colombia)
- Malta Leona (Colombia)
- Maxi Malta (Costa Rica)
- Malta Bucanero (Cuba)
- Malta Hatuey (Cuba)
- Malta Maltex (Dinamarca)
- Malta Andina (Ecuador)
- Malta Gallo (Guatemala)
- Banks Malta (Guyana)
- Malta H (Haití)
- ActiMalta (Honduras)
- Malta Fresh (India)
- Malt Star (Israel)
- D&G Malta (Jamaica)
- Maltina (Nigeria)
- Malta Vigor (Panamá)
- Maltin Power (Perú)
- Malta India (Puerto Rico)
- Malta Morena (República Dominicana)
- King Malta (Sudáfrica)
- Smalta (Trinidad y Tobago)
- Malta FNC (Uruguay)
- Malta Pilsen (Uruguay)
- Maltín Polar (Venezuela)
- Malta Regional (Venezuela)
- Malta Caracas (Venezuela)